# Yekinêyen Jinên Êzidxan

Flagge der Fraueneinheiten Sindschars

Die Jesidischen Frauenverteidigungseinheiten (Kurdisch: Yekineyen Jinen Ezidxan oder YJE) ist eine Jesidische Miliz die nur aus Frauen besteht. Sie wurde 2015 gegründet um die Jesidische Gemeinschaft während den Angriffen des IS und anderen islamistischen Gruppen, die Jesiden als Ungläubige betrachten, zu beschützen.

## Name
Die YJE ist ein Ableger der gemischten jesidischen Miliz Sindschar Widerstandseinheiten (YBS). Die YJE wurde am 5. Januar 2015 unter dem Namen Yekineyen Parastina Jin e Sengale (Kurdisch für: Sindschar Frauenverteidigungseinheiten, YJS oder YPJ-Sindschar) gegründet. Ihren aktuellen Namen bekam die Miliz am 26. Oktober 2015.

## Ideologie
Die Organisation folgt dem Konzept der feministischen Jineologie des verhafteten PKK-Chefs Abdullah Öcalans, und dem breiteren Konzept des demokratischen Föderalismus, wie von der Gruppe der Gemeinschaften in Kurdistan (KCK) befürwortet.

## Aktivitäten
Im Oktober 2015 nahm die YJE an der Operation der Sindschar Allianz teil, gemeinsam mit den Sindschar Widerstandseinheiten (YBŞ), der zur Peschmerga gehörenden Hêza Parastina Êzîdxan und weiteren jesidischen Milizen.